# 大野町站
大野町站（日语：／ Ōnomachi eki */?）是位於愛知縣常滑市大野町五丁目，名古屋鐵道（名鐵）的常滑線車站。車站編號為TA17。當地人會稱此站為「大野站」。

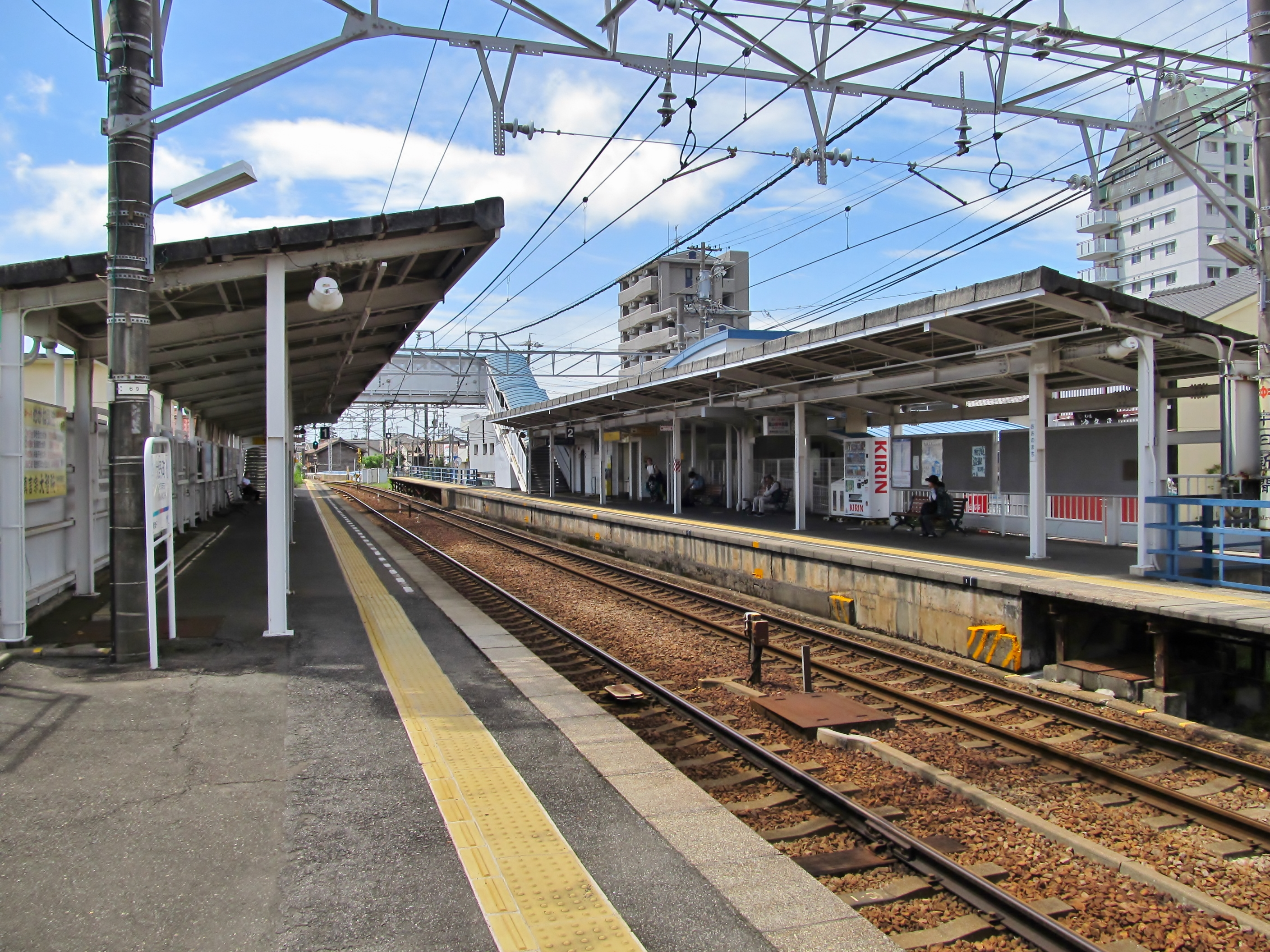
月台(2023年8月)

## 歷史
- 1912年（明治45年）2月18日 - 愛知電氣鐵道（日语：愛知電気鉄道）傳馬町站至此據之間開業，此站啟用，當時名為大野站並為終點站。
- 1913年（大正2年）以前[1]- 改名為大野町站[注釋 1]。
- 1913年3月29日 - 此站至常滑站之間開業，成為中途站。
- 1935年（昭和10年）8月1日 - 愛知電氣鐵道與名岐鐵道合併，成為名古屋鐵道車站。
- 1980年（昭和55年）4月13日 - 車站重建[2]。
- 2005年（平成17年）
  - 1月15日 - 車站可以使用交通儲值卡「Trans Pass（日语：トランパス (交通プリペイドカード)）」。並同日引入車站集中管理系統，成為無人車站[3]。
  - 1月29日 - 在此日前為特急特別停車站[注釋 2]，在此日起變為快速急行停車站[4]。在此站折返列車班次消滅。
- 2008年（平成20年）12月27日 - 全車一般車特急（此站通過）改為快速急行。使此站降級為急行停車站。但是停車班次數目不變。
- 2011年（平成23年）2月11日 - 車站可以使用「manaca」IC卡。
- 2012年（平成24年）2月29日 - 車站不可使用交通儲值卡「Trans Pass（日语：トランパス (交通プリペイドカード)）」。

## 車站構造
- 本站設有2面2線的相對式月台，為地面車站。月台可容納6卡車廂。

| 月台 | 路線   | 上下行 | 方向                   |
| ---- | ------ | ------ | ---------------------- |
| 1    | 常滑線 | 下行   | 中部國際機場方向       |
| 2    | 常滑線 | 上行   | 太田川、名鐵名古屋方向 |

- 在閘口中，只設於名古屋方向月台側。設有跨線橋連接機場方向月台。此站沒有升降機，機場方向月台沒有斜道。若使用輪椅前往機場方向，需要先乘坐列車往名古屋方向，再乘坐反方向列車。
- 此站引入車站集中管理系統（日语：駅集中管理システム）（管理車站為常滑站[6]），為無人車站。設有自動售票機、閘機和補票機。在舉行大野祭（日语：大野祭り）時，會臨時設置車站職員。
- 此站在太田川方向曾經設有渡線[7][8]。當時設有拆返列車往名古屋方向[注釋 3]。現時渡線已經撤走，不可在此站折返。

### 配線圖
| ← 太田川、 名古屋方向 | 大野町站 站內配線略圖 | → 常滑、 中部國際機場方向 |
| 图例 参考文献：       |                       |                           |

## 使用狀況
- 在中提及在2013年度，當時1日平均上下車人次為2,581人，在名鐵所有車站（275站）排名第163，常滑線、機場線、築港線（26站）中排名第18[10]。
- 在中提及在1992年度，當時1日平均上下車人次為5,093人，除岐阜市內線均一車費區間內各站（岐阜市內線、田神線、美濃町線徹明町站至琴塚站之間）外名鐵所有車站（342站）中排名第92，常滑線、築港線（24站）中排名第13[11]。
- 根據（常滑之統計）中，以下為近年1日平均上下車人次的列表：

| 年度               | 1日平均 上下車人次 |
| ------------------ | ------------------ |
| 2002年（平成14年） | 3,063              |
| 2003年（平成15年） | 3,009              |
| 2004年（平成16年） | 3,036              |
| 2005年（平成17年） | 3,119              |
| 2006年（平成18年） | 3,066              |
| 2007年（平成19年） | 3,119              |
| 2008年（平成20年） | 3,001              |
| 2009年（平成21年） | 2,890              |
| 2010年（平成22年） | 2,827              |
| 2011年（平成23年） | 2,705              |
| 2012年（平成24年） | 2,519              |
| 2013年（平成25年） | 2,581              |
| 2014年（平成26年） | 2,472              |
| 2015年（平成27年） | 2,454              |
| 2016年（平成28年） | 2,421              |

此站由於附近設有大野海灘，使觀光客使用此站。但近年使用人次開始減少。

## 車站周邊
- 尾張大野郵局
- 齊年寺（日语：斉年寺）（內有日本國寶慧可斷臂圖）
- 海音寺
- 大野海灘（1211年啟用。據說是世界上最古老的海灘）
- 大野漁港
- 矢田川 - 位於此站南邊，為二級河川

### 巴士路線
- 常滑市北部巴士「大野站前」巴士站

## 相鄰車站
名古屋鐵道
  常滑線
□μ-SKY、■特急、□快速急行
通過
■急行
新舞子（TA16）－大野町（TA17）－（部分停西之口（TA18））－常滑（TA22）
■準急
新舞子（TA16）－大野町（TA17）－常滑（TA22）
■普通
新舞子（TA16）－大野町（TA17）－西之口（TA18）

## 注腳

## 外部連結
- 大野町 - 名古屋鐵道
- 臨空連接項目 （页面存档备份，存于）（日語）